# Ормі
Ормі, часом Кормі (мальт. Ħal Qormi вимов.: Oor'mie, англ. Qormi or Città Pinto) — місто республіки Мальта, є 3-м за населенням містом країни. Кормі розташоване в центрі острова Мальта.
Старше покоління жителів міста розмовляє діалектом кормі мальтійської мови.

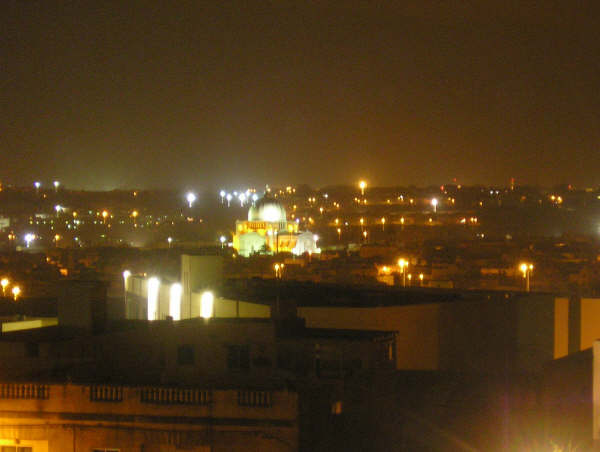
Вечірній вигляд міста.

## Історія
Перша письмова згадка про місто датується 1417 роком, тоді в місті мешкало близько 100 чоловіків, гвардійців національної гвардії.
1743 року Великий Магістр Мальтійського ордена Мануель Пінто де Фонсека присвоїв Кормі статус міста та перейменував його в «Città Pinto».
Після 1850 року Кормі став одним з найбільших торгових та ремісничих центрів на Мальті, з водо- та електропостачанням, що було рідкістю в ті часи. Тут були популярні кінні перегони.

## Культура
Кормі має найбільшу кількість пекарень у країні та визнається мальтійською столицею хлібопекарства. Деякі пекарні досі працюють традиційним способом з використанням деревного палива.
У Кормі також проводяться популярні серед туристів щорічні фестивалі: дводенний «Винний фестиваль Кормі» та «Пташиний фестиваль».

## Відомі жителі та уродженці
- Олівія Льюїс — мальтійська співачка
- Абела, Джордж — 8-й Президент Мальти
- Абела, Роберт — Прем'єр-міністр